# Joanny Thévenoud

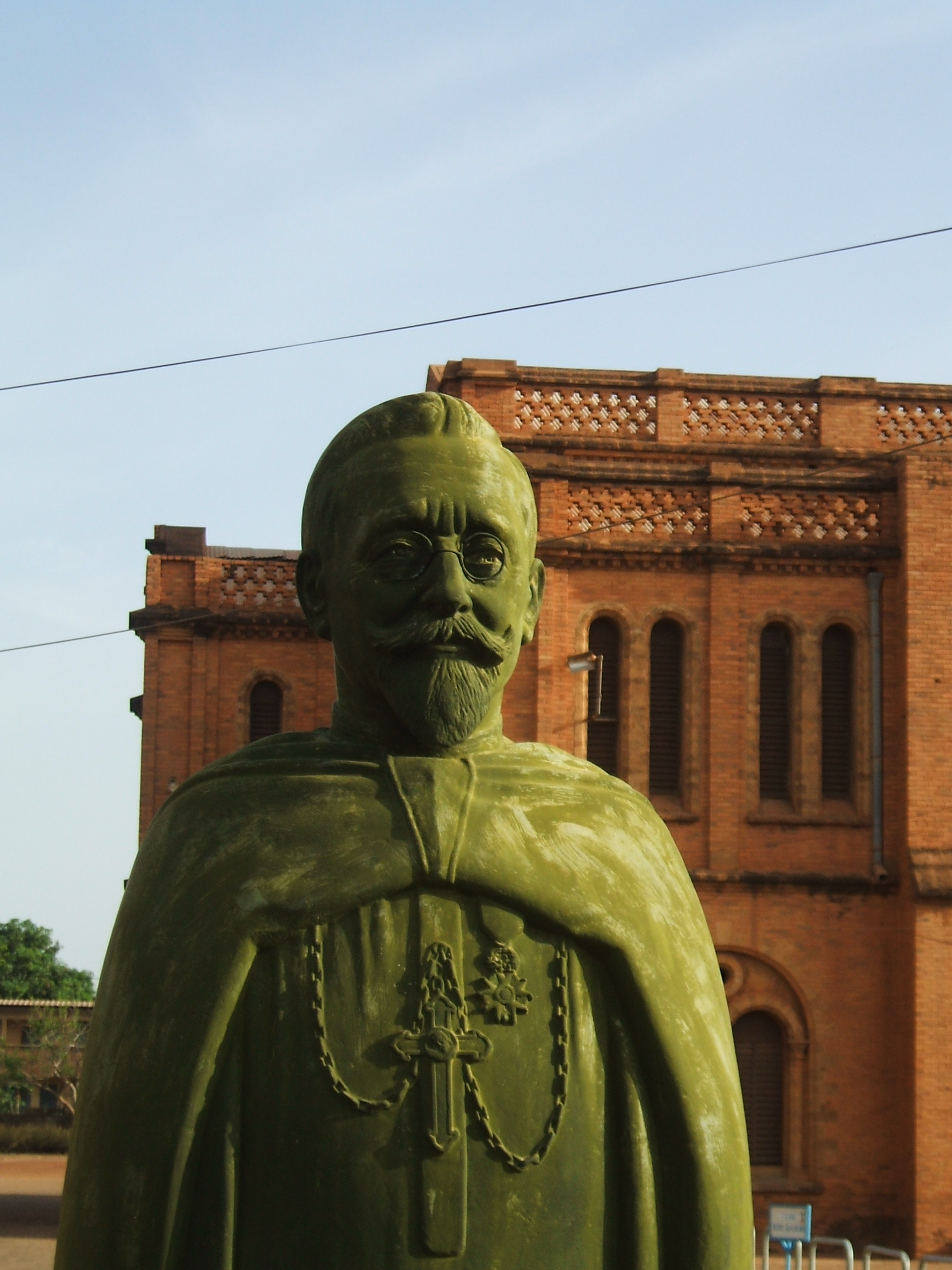
Standbild Thévenouds vor der Kathedrale in Ouagadougou

Joanny Thévenoud (* 14. März 1878 in Serrières-en-Chautagne; † 16. September 1949 in Ouagadougou, Obervolta, heute Burkina Faso) war ein französischer römisch-katholischer Ordensgeistlicher, Bischof, Missionar und Apostolischer Vikar von Ouagadougou.

## Leben
Joanny Thévenoud trat der Ordensgemeinschaft der Weißen Väter (Pères Blancs) bei und empfing am 28. Juni 1903 die Priesterweihe. Kurz danach zog er in die französische Kolonie Obervolta in Westafrika, wo er bis zu seinem Tod blieb.
Papst Benedikt XV. ernannte ihn am 8. Juli 1921 zum Titularbischof von Sitifis und zum ersten Apostolischen Vikar des wenige Tage zuvor errichteten Apostolischen Vikariats Ouagadougou. Der Erzbischof von Chambéry, Dominique Castellan, spendete Thévenoud am 1. Mai 1922 die Bischofsweihe. Mitkonsekratoren waren der Bischof von Tarentaise, Louis Termier, und der Bischof von Annecy, Florent-Michel-Marie-Joseph du Bois de la Villerabel.
Thévenoud gründete eine Katechistenschule, das Priesterseminar von Pabré und war an der Gründung des interdiözesanen Priesterseminars Saint Pierre-Claver in Koumi, westlich von Bobo-Dioulasso, beteiligt. Auf seine Initiative wurde die Kathedrale von Ouagadougou errichtet.

## Schriften
- Dans la boucle du Niger. Éditions „Grands Lacs“, Namur 1938.